# Geolycosa festina
Geolycosa festina là một loài nhện trong họ Lycosidae.
Loài này thuộc chi Geolycosa. Geolycosa festina được Ludwig Carl Christian Koch miêu tả năm 1877.